# Матышевское сельское поселение
Матышевское сельское поселение — муниципальное образование (сельское поселение) в Руднянском муниципальном районе Волгоградской области. Административный центр — село Матышево.

## География
Расположено в западной части Руднянского района.
Площадь сельского поселения составляет 21 378 гектар, из которых 17 098 га (по состоянию на 2008 год) приходится на сельхозугодья и 157 га занимает застройка (по состоянию на 2008 год).
Граничит:
- на юге — с Сосновским сельским поселением;
- на юго-западе — с Большесудаченским сельским поселением;
- на западе — с Еланским районом;
- на севере и востоке — с Ильменским сельским поселением;
- на юго-востоке — с Руднянским городским поселением[1][6].

Крупнейшая река — Терса, у её правого берега расположены все три населённых пункта поселения. По Терсе проходит почти вся линия южной и юго-восточной границы Матышевского сельского поселения.

## История
В 1928 году Матышевский сельсовет включён в состав Руднянского района Камышинского округа (упразднён в 1930 году) Нижне-Волжского края (с 1935 года Сталинградского края).
Матышевское сельское поселение образовано 21 декабря 2004 года в соответствии с Законом Волгоградской области № 969-ОД.

## Население
| 2010  | 2012  | 2013  | 2014  | 2015  | 2016  | 2017  |
| ----- | ----- | ----- | ----- | ----- | ----- | ----- |
| 1699  | ↗1706 | ↘1672 | ↘1636 | ↘1587 | ↘1561 | ↘1544 |
| 2018  | 2019  | 2020  | 2021  |       |       |       |
| ↘1523 | ↘1468 | ↘1452 | ↘1439 |       |       |       |

## Состав сельского поселения
| № | Населённый пункт | Тип населённого пункта       | Население |
| - | ---------------- | ---------------------------- | --------- |
| 1 | Малое Матышево   | село                         | 42        |
| 2 | Матышево         | село, административный центр | 1523      |
| 3 | Матышево         | посёлок при станции          | 134       |

## Администрация
Глава — Калинин Юрий Владимирович;

Телефон/факс: 8(84453) 7-72-47

Адрес администрации: 403617, Волгоградская область, Руднянский район, с. Матышево, ул. Московская, 54.

e-mail: matishevo@mail.ru

## Транспорт
По территории поселения проходят следующие автомобильные дороги регионального или межмуниципального значения:
- автомобильная дорога «Жирновск — Рудня — Вязовка — Михайловка — Кумылженская — Вешенская» (идентификационный номер дороги: 18 ОП РЗ 18К-5);
- автомобильная дорога «Лобойково — Белые Пруды — Матышево» (идентификационный номер дороги: 18 ОП РЗ 18К-28);
- автомобильная дорога «Садовый — Лемешкино — ж/д ст. Матышево» (идентификационный номер дороги: 18 ОП МЗ 18Н-104);
- автомобильная дорога «Лопуховка — Матышево» (идентификационный номер дороги: 18 ОП МЗ 18Н-106)[20].

Протяженность автодорог местного значения — 18,9 км (по состоянию на 2011 год).
На юге территорию поселения пересекает в направлении запад↔восток железнодорожная линия со станцией Матышево около северной окраины административного центра поселения, которая относится к Ртищевскому отделению Юго-Восточной железной дороги.